# 福井総合クリニック
福井総合クリニック（ふくいそうごうクリニック）は、福井県福井市にある病院。

## 交通アクセス
- 京福バス：福井総合病院線「福井総合クリニック」下車。